# Carl Björk
Carl Björk (Umeå, 19 gennaio 2000) è un calciatore svedese, attaccante del B.93 in prestito dal Brøndby.

## Carriera

### Club
La prima presenza in un campionato non giovanile la colleziona nel 2016, quando scende in campo in un'occasione con l'Umeå FC, squadra della sua città natale che all'epoca militava in Division 1.
A fine stagione entra a far parte delle giovanili dell'IFK Norrköping. Per l'intera stagione 2017 viene girato in prestito in Division 2 al Sylvia, squadra dilettantistica anch'essa con sede nella cittadina di Norrköping. Il prestito alla formazione bianconera viene poi esteso sia all'intera stagione 2018 (che vede il Sylvia conquistare la promozione in Division 1) che all'intera stagione 2019.
Björk debutta in Allsvenskan con la maglia dell'IFK Norrköping il 14 giugno 2020, subentrando nell'incontro vinto 2-1 contro il Kalmar. Complessivamente colleziona quattro presenze tra la prima e la sesta giornata, poi a luglio disputa una partita nuovamente con la maglia del Sylvia, quindi ad agosto l'IFK Norrköping lo gira in prestito al Trelleborg (campionato di Superettan) fino al termine della stagione.
Il 2 maggio 2021, alla seconda partita da titolare in Allsvenskan, realizza la sua prima rete nella massima serie svedese, firmando la rete del temporaneo 2-0 nella vittoria sul campo dell'Örebro. A fine campionato le sue reti sono 7 in 26 partite.
Ad un anno dalla scadenza contrattuale, nel gennaio 2022 Björk viene ceduto ai danesi del Brøndby, che rilevano il suo cartellino in cambio di una somma quantificata dai media tra i 4 e i 5 milioni di corone svedesi (circa 400-500 mila euro). Con la squadra danese tuttavia fatica a trovare spazio, così nell'agosto 2023 fa ritorno all'IFK Norrköping con un prestito annuale poi prorogato fino al termine dell'Allsvenskan 2024.
Nel febbraio 2025 il Brøndby lo gira in prestito al B.93, formazione impegnata nella seconda serie danese.

### Nazionale
Ha giocato nelle nazionali giovanili svedesi Under-17 ed Under-19.

## Statistiche

### Presenze e reti nei club
Statistiche aggiornate al 28 ottobre 2021.
| Stagione        | Squadra         | Campionato      | Campionato | Campionato | Coppe nazionali | Coppe nazionali | Coppe nazionali | Coppe continentali | Coppe continentali | Coppe continentali | Altre coppe | Altre coppe | Altre coppe | Totale | Totale |
| Stagione        | Squadra         | Comp            | Pres       | Reti       | Comp            | Pres            | Reti            | Comp               | Pres               | Reti               | Comp        | Pres        | Reti        | Pres   | Reti   |
| --------------- | --------------- | --------------- | ---------- | ---------- | --------------- | --------------- | --------------- | ------------------ | ------------------ | ------------------ | ----------- | ----------- | ----------- | ------ | ------ |
| 2016            | Umeå FC         | D1              | 1          | 0          | CS              | 0               | 0               |                    | -                  | -                  |             | -           | -           | 1      | 0      |
| 2017            | Sylvia          | D2              | 21         | 7          | CS              | 0               | 0               |                    | -                  | -                  |             | -           | -           | 21     | 7      |
| 2018            | Sylvia          | D2              | 25         | 8          | CS              | 2               | 0               |                    | -                  | -                  |             | -           | -           | 27     | 8      |
| 2019            | IFK Norrköping  | A               | 0          | 0          | CS              | 4               | 3               |                    | -                  | -                  |             | -           | -           | 4      | 3      |
| 2019            | Sylvia          | D1              | 25         | 3          | CS              | 0               | 0               |                    | -                  | -                  |             | -           | -           | 25     | 3      |
| 2020            | Sylvia          | E               | 1          | 0          | CS              | 0               | 0               |                    | -                  | -                  |             | -           | -           | 1      | 0      |
| 2020            | Trelleborg      | S1              | 12         | 1          | CS              | 0               | 0               |                    | -                  | -                  |             | -           | -           | 12     | 1      |
| 2020            | IFK Norrköping  | A               | 4          | 0          | CS              | 3               | 0               |                    | -                  | -                  |             | -           | -           | 7      | 0      |
| 2021            | IFK Norrköping  | A               | 21         | 5          | CS              | 1               | 1               |                    | -                  | -                  |             | -           | -           | 22     | 6      |
| Totale carriera | Totale carriera | Totale carriera | 110        | 24         |                 | 10              | 4               |                    | -                  | -                  |             | -           | -           | 120    | 28     |